# Klášter Kumbum
Kumbum, (tibetsky: སྐུ་འབུམ་དགོན།, čínsky: 塔尔寺, pinyin: Ta’er Si), je buddhistický klášter jihozápadně od Si-ningu, hlavního města Čching-chaje. Nachází se v historickém regionu zvaném Amdo – severní část původního Tibetu.
Klášter založil třetí dalajláma Sönam Gjamccho v místě, kde se narodil Congkhapa, velký učenec tibetského buddhismu a zakladatel školy gelugpa.